# دراكولا: ميت وتحبه (فلم)
دراكولا: ميت وتحبه (بالإنجليزية: Dracula: Dead and Loving It) فيلم رعب كوميدي فانتازيا لعام 1995 من إخراج ميل بروكس وبطولة ليزلي نيلسن. الفيلم هو محاكاة ساخرة لرواية دراكولا برام ستوكر وبعض التعديلات المعروفة في القصة.
شارك بروكس في كتابة السيناريو مع ستيف هابرمان ورودي دي لوكا. كما يظهر في دور الدكتور فان هيلسينج. ومن نجوم الفيلم الآخرين ستيفن ويبر وإيمي ياسبيك وبيتر ماكنيكول وهارفي كورمان وآن بانكروفت.
الفيلم مستوحى من الفيلم الكلاسيكي «دراكولا» 1931، بطولة المجري الأمريكي بيلا لوغوسي. يتشابه الفيلم في محاكاة الرواية الأصلية مع إضافة أسلوب ميل بروكس الخاص، بأفلام شركة «هامر فيلم للإنتاج Hammer Horror films» البريطانية. وأيضا محاكاة ساخرة لأفلام سابقة مثل: «قتلة مصاصي الدماء الشجعان The Fearless Vampire Killers» عام 1967 للمخرج رومان بولانسكي، و«برام ستوكر دراكولا Bram Stoker's Dracula» عام 1992 للمخرج فرانسيس فورد كوبولا.
نظرًا لكونه فشلًا نقديًا وتجاريًا، فهو حاليًا أحدث فيلم للمخرج ميل بروكس.

## طاقم التمثيل
ليزلي نيلسن: في دور الكونت دراكولا
ميل بروكس: في دور البروفيسور إبراهام فان هيلسينج
بيتر ماكنيكول: في دور توماس رينفيلد
ستيفن ويبر: في دور جوناثان هاركر
ايمي ياسبيك: في دور مينا سيوارد
ليسيت أنتوني: في دور لوسي ويستنرا
هارفي كورمان: في دور دكتور سيوارد
آن بانكروفت: في دور السيدة أوسبنسكايا (امرأة غجرية)
إزيو جريجيو: في دور مدرب
ميغان كافانا: في دور إيسي
تشاك ماكان: في دور الحارس
مارك بلانكفيلد: في دور مارتن
كلايف ريفيل: في دور سايكس
جريج بينكلي: في دور وودبريدج
رودي دي لوكا: في دور حارس
أفيري شرايبر: في دور فلاح
شيري فرانكلين: في دور فلاحة
ديفيد ديلويز: في دور طالب (في مظاهرة فان هيلسينج)

## أحداث الفيلم
يسافر المحامي توماس رينفيلد (بيتر ماكنيكول) عام 1893، من لندن إلى «قلعة دراكولا» في ترانسلفانيا لإنهاء شراء دراكولا لدير كارفاكس في إنجلترا. يلتقي رينفيلد بالسيد دراكولا (ليزلي نيلسن) لأول مرة وهو لا يعرف أنه مصاص دماء. يلقي دراكولا تعويذة منومة على رينفيلد تجعله عبداً له. سرعان ما يبحر دراكولا ورينفيلد على متن سفينة إلى إنجلترا. يقتل دراكولا، أثناء الرحلة، طاقم السفينة، وعندما تصل يكتشف المستقبلين رينفيلد وحده على متن السفينة، ويتم حجزه في ملجأ المجانين. في هذه الأثناء، يزور دراكولا دار أوبرا، حيث يقدم نفسه لجيرانه الجدد. الدكتور سيوارد (هارفي كورمان) مدير ملجأ المجانين ورئيس الأطباء النفسيين، ابنة سيوارد، الآنسة مينا سيوارد (ايمي ياسبيك) وخطيبها، جوناثان هاركر (ستيفن ويبر) وصديقة العائلة لوسي ويستنرا (ليسيت أنتوني). يحاول دراكولا مغازلة لوسي وفي نفس الليلة يدخل غرفة نومها ويشرب دمها. تكتشف مينا أن لوسي لا تزال في الفراش في وقت متأخر صباحاً، وتبدو شاحبة بشكل غريب. تلاحظ مينا علامات ثقوب غريبة في حلقها، وتسارع بالاتصال بالبروفيسور أبراهام فان هيلسينج (ميل بروكس) الذي يخبرها أن لوسي تعرضت لهجوم من أحد مصاصي الدماء. تعمد مينا وخطيبها جوناثان إلى وضع الثوم في غرفة نوم لوسي لصد مصاص الدماء، وتظل مينا في شك وحيرة. يحاول رينفيلد إزالة الثوم ويفشل، ويستخدم دراكولا التحكم بالعقل لإخراج لوسي من غرفتها وقتلها. يلتقي فان هيلسينج بالسيد دراكولا ويبدأ في الاشتباه في أنه مصاص دماء بعد أن تجادل الاثنان في مولدوفا، كل منهما يحاول أن يكون له الكلمة الأخيرة. تنهض لوسي، بعد أن أصبحت مصاصة دماء، من سردابها، وتستنزف دم حارسها، وتحاول مهاجمة وإغواء هاركر قبل أن يهاجمها. يقوم دراكولا بافتراس مينا، وهو يريدها أن تصبح عروسه التي لا تزال على قيد الحياة. ينقل دراكولا حبيبته مينا إلى دير كارفاكس البعيد، حيث يرقصون ويشرب دمها. تحاول مينا، في صباح اليوم التالي، إغواء هاركر. يفترض الدكتور سيوارد أن جوناثان يغوي مينا ويأمره بالمغادرة. يلاحظ فان هيلسينج وجود وشاح حول عنق مينا وعند إزالته، يكشف عن علامتي ثقب. على الرغم من أنها تكذب بخصوص وجود هذه الثقوب، يتأكد فان هيلسينج من تعرضها لهجوم مصاص دماء بعد وضع صليب على يدها، مما يحرق علامة فيه. يضع فان هيلسينج خطة للكشف عن الهوية السرية لمصاص الدماء حيث يدعو كل من دراكولا ورينفيلد إلى قاعة للرقص، حيث وضع مرآة ضخمة، مغطاة بستارة، على أحد الجدران. بينما يقوم دراكولا ومينا بأداء حركات الرقص، يتم إسقاط الستارة من على المرآة، مما يكشف أن دراكولا ليس له انعكاس. يجذب دراكولا حبيبته مينا ويلوذ بالفرار من النافذة. يستنتج فان هيلسينج أن رينفيلد هو عبد دراكولا، وبالتالي قد يعرف أين أخذ نعشه. يحبس دراكولا نفسه في كنيسة مهجورة لينتهي من جعل مينا عروسه، ويحطم ملاحديه الباب ويندلع القتال. يلاحظ فان هيلسينج، أن ضوء الشمس يتسلل إلى الغرفة ويقوم بفتح الستائر، وهكذا يبدأ جسد دراكولا في الاحتراق. يحاول دراكولا الفرار، ولكن رينفيلد يقتله عن غير قصد. بموت دراكولا يصاب رينفيلد بحالة من اليأس مع عدم وجود سيد ليخدمه ويكشط رماد دراكولا عن التابوت، وتقول له مينا: «أنت حر الآن» ويبدو رينفيلد مرتاحاً. يقوم دكتور سيوارد بدعوة رينفيلد لاتباعه خارج الكنيسة، ويتبعه، مجيبًا: «نعم يا سيد». يفتح فان هيلسينج نعش دراكولا ويصرخ باللغة المولدافية للتأكد من أن لديه الكلمة الأخيرة. ينتهي الفيلم وتظهر الأسماء والاعتمادات  وبعدها يرد دراكولا باللغة المولدافية لتكون له الكلمة الأخيرة الحقيقية.

## استقبال الفيلم
منح موقع "الطماطم الفاسدة" الفيلم تقييماً مقداره 11% بناءاً على آراء 36 ناقداً سينمائياً وكتب إجماع نقاد الموقع: "نظرًا لعدم وجود أي لدغة كوميدية يتوقعها الجمهور من مهزلة ميل بروكس، فإن محاكاة مصاصي الدماء هذه فقط "تمتص".
الجماهير التي استطلعت آراؤهم شركة «سينما سكور» منحت الفيلم درجة (C) على مقياس من (+ A) إلى (F).
كتب جيمس بيراردينيللي على موقع ريل فيوز: «الفيلم لا يقترب من المستوى الذي وصل إليه»فرانكنشتاين الصغير". إنه محاكاة ساخرة بلا أسنان تفوتها في كثير من الأحيان أكثر مما تصطدم به... بالنظر إلى التحول الكوميدي الذي اتخذته حياته المهنية منذ أوائل الثمانينيات، من الصعب أعتقد أن ليزلي نيلسن كان في يوم من الأيام ممثلًا جادًا. في هذه الأيام، بفضل الأخوين زوكر... أصبح مؤديًا ساخرًا بارعًا. إحساسه بالتوقيت لا تشوبه شائبة، وقد جعله هذا الأصل سلعة مرغوبة على نطاق واسع مجموعة متنوعة من السخرية. هنا، يأخذ نيلسن دور البطولة، لكن وجوده لا يمكن أن يعيد إحياء هذا الهجاء الميت. ما لم تكن من محبي ميل بروكس المتشدد، فلا يوجد سبب مقنع للجلوس لمشاهدة الفيلم. تبشر الدعابة المتقطعة ببعض الضحكات، لكن التسعين دقيقة تمر ببطء."
كتب جو ليدون من مجلة فارايتي: «ليسلي نيلسن ذو تأثير مقبول مثل الكونت دراكولا، الذي يصور هنا على أنه زميل جاد ولكنه مرتبك في كثير من الاحيان ويميل إلى الانزلاق على فضلات الخفافيش في قلعته الباروكية ... حصة عادلة من الابتسامات والضحكات، فهي لا تنفصل أبدًا وتذهب للضحك. وبالمقارنة مع وفرة الكوميديا الغبية والغبية والأغبى، يبدو أن الموافقة المسبقة عن علم بروكس أقل من قيمتها الحقيقية. في الواقع، ليس هناك الكثير مما قد يبدو في غير محله (أو لا طعم له) في الرسومات الكوميدية للعروض التليفزيونية المتنوعة في الخمسينيات ... نتيجة لذلك، للأسف، الفيلم معتدل جدًا، يقترب بشكل خطير من اللطافة ... الشرارات الحقيقية الوحيدة تم تعيينها ماكنيكول دور رينفيلد، المحامي الذي طور طعم الذباب والعناكب بعد أن عضه دراكولا.»
دافع بروس جي هالنبيك عن الفيلم في كتابه "أفلام الرعب الكوميدية: تاريخ تسلسلي، 1914 - 2008 (Comedy-Horror Films: A Chronological History, 1914-2008) وقال أنه يصنف فيلم "دراكولا: ميت وتحبه«مع فيلم رومان بولانسكي» قتلة مصاصي الدماء الشجعان«كأعظم أفلام مصاصي الدماء الكوميدية على الإطلاق.» وأشاد بالذكاء، والأداء القوي لجميع طاقم التمثيل، والطريقة التي يتصرف بها الفيلم كإجلال حنون لأفلام مصاصي الدماء الكلاسيكية بدلاً من كونه مجرد محاكاة ساخرة. استقبال سلبي لكونها تستهدف المتحمسين المتحمسين لأفلام مصاصي الدماء لدرجة أن الجماهير العامة لن تلتقط معظم النكات، والمقارنات التي لا مفر منها مع فيلم «فرانكنشتاين الصغير».
ظهر فيلم «دراكولا: ميت وتحبه» في المركز العاشر عند بداية صدوره وبحلول نهاية مسيرته، حقق مبلغ 10.772.144 دولارًا.

## روابط خارجية
- مقالات تستعمل روابط فنية بلا صلة مع ويكي بيانات

https://www.imdb.com/title/tt0112896/ دراكولا: ميت وتحبه (فيلم)
https://www.filmaffinity.com/en/film285467.html دراكولا: ميت وتحبه (فيلم)
https://letterboxd.com/film/dracula-dead-and-loving-it/ دراكولا: ميت وتحبه (فيلم)
https://www.allocine.fr/film/fichefilm_gen_cfilm=97540.html دراكولا: ميت وتحبه (فيلم)
https://www.warnerbros.com/movies/dracula-dead-and-loving-it دراكولا: ميت وتحبه (فيلم)
https://www.rottentomatoes.com/m/dracula_dead_and_loving_it دراكولا: ميت وتحبه (فيلم)
https://www.boxofficemojo.com/release/rl1481541121/weekend/ دراكولا: ميت وتحبه (فيلم)
https://www.allmovie.com/movie/dracula-dead-and-loving-it-v135508 دراكولا: ميت وتحبه (فيلم)